# Avrămeni (gmina)
Avrămeni – gmina w Rumunii, w okręgu Botoszany. Obejmuje miejscowości Aurel Vlaicu, Avrămeni, Dimitrie Cantemir, Ichimeni, Panaitoaia, Timuș i Tudor Vladimirescu. W 2011 roku liczyła 3751 mieszkańców.